# Antigua Línea 13 (TUVISA)
La antigua línea 13 de TUVISA de Vitoria unía centro de la ciudad con el barrio de Lakua.

## Características
Esta línea conectaba el centro de Vitoria con el barrio de Lakua, dando servicio también al Hospital Universitario de Álava.
La línea dejó de estar en funcionamiento el 23 de diciembre de 2008 coincidiendo con la implantación del Tranvía en la ciudad, ya que el recorrido de ambos medios de transporte era bastante parecido.

### Frecuencias
| de lunes a viernes laborables |        |
| de 7:00 a 22:15               | 15 min |
| sábados laborables            |        |
| de 7:00 a 23:15               | 15 min |
| domingos y festivos           |        |
| de 8:00 a 22:15               | 15 min |

| de lunes a viernes laborables |        |
| de 7:05 a 22:20               | 15 min |
| sábados laborables            |        |
| de 7:05 a 23:20               | 15 min |
| domingos y festivos           |        |
| de 8:05 a 22:20               | 15 min |

## Recorrido
La Línea comenzaba su recorrido en la Catedral (Calle Monseñor Estenaga). Giraba a la derecha por Luis Henitz, para después acceder a Sancho el Sabio, desde donde girando a la izquierda accedía a la calle del Beato Tomás de Zumárraga. Tras un giro a la derecha por Calle Argentina y después a la izquierda por Calle San Viator, y un nuevo giro a la izquierda por Colombia, giraba a la derecha por Ecuador, desde donde llegaba a José Atxotegui y después Duque de Wellington. En una rotonda giraba a la izquierda por Antonio Machado, y enseguida a la derecha por Pamplona. En una nueva rotonda giraba a la derecha por Landaberde y tras un giro a la derecha, llegaba a Duque de Wellington donde se encontraba la parada de regulación horaria.
Tras retomar el recorrido, giraba a la derecha por Baiona, y después a la izquierda por Pamplona. Tras un nuevo giro a la izquierda por Antonio Machado, y después uno a la derecha, llegaba a Duque de Wellington, para pasar por José Atxotegui y México, desde donde giraba a la izquierda por la Calle Chile y Badaya. Con un giro a la derecha por la calle Gorbea pasaba por Sancho el Sabio. En la Plaza de Lovaina, giraba a la izquierda por Magdalena. Rodeaba el centro de la ciudad por la Calle Prado, Plaza de la Virgen Blanca, Calle Mateo Moraza, Calle Olaguíbel, Calle Paz, Calle Independencia, Calle General Álava y Calle Becerro de Bengoa llegaba al punto inicial de la línea.

## Paradas
| KBHFa |

| HST |

| HST |

| HST |

| HST |

| HST |

| HST |

| HST |

| HST |

| HST |

| HST |

| HST |

| HST |

| HST |

| BHF |

| HST |

| HST |

| HST |

| HST |

| HST |

| HST |

| HST |

| HST |

| HST |

| HST |

| HST |

| HST |

| HST |

| KBHFe |

| KBHFa |

| HST |

| HST |

| HST |

| HST |

| HST |

| HST |

| HST |

| HST |

| HST |

| HST |

| HST |

| HST |

| HST |

| BHF |

| HST |

| HST |

| HST |

| HST |

| HST |

| HST |

| HST |

| HST |

| HST |

| HST |

| HST |

| HST |

| HST |

| KBHFe |

| KBHFa |

| HST |

| HST |

| HST |

| HST |

| HST |

| HST |

| HST |

| HST |

| HST |

| HST |

| HST |

| HST |

| HST |

| BHF |

| HST |

| HST |

| HST |

| HST |

| HST |

| HST |

| HST |

| HST |

| HST |

| HST |

| HST |

| HST |

| HST |

| KBHFe |

| KBHFa |

| HST |

| HST |

| HST |

| HST |

| HST |

| HST |

| HST |

| HST |

| HST |

| HST |

| HST |

| HST |

| HST |

| BHF |

| HST |

| HST |

| HST |

| HST |

| HST |

| HST |

| HST |

| HST |

| HST |

| HST |

| HST |

| HST |

| HST |

| KBHFe |